# Otto von Moser
Pour les articles homonymes, voir Moser.
Otto Moser, depuis 1908 von Moser, (né le 31 mars 1860 à Stuttgart et mort le 11 octobre 1931 à Isny im Allgäu) est un lieutenant général wurtembergeois pendant la Première Guerre mondiale, ainsi qu'un historien militaire et auteur de nombreux livres.

## Biographie

### Origine
Il est le cinquième fils du conseiller commercial wurtembergeois Alwin Moser (1823-1906), plus récemment président du conseil de surveillance de la Deutsche Verlagsanstalt à Stuttgart, et de sa femme Auguste, née Kleinlogel (1827-1900).

### Carrière militaire
Après le lycée de Stuttgart, il est diplômé des écoles de cadets de Bensberg et de Berlin à partir de 1874. Issu d'un milieu bourgeois, il est le premier de sa famille à aspirer à une carrière d'officier. Moser s'engage le 16 avril 1877 comme enseigne dans le 126e régiment d'infanterie et y est promu sous-lieutenant le 7 octobre 1878. Du 31 juillet 1882 au 1er mars 1883, Moser est affecté à l'école militaire de gymnastique et travaille ensuite dans cette institution en tant que professeur auxiliaire. Il retourne ensuite à son régiment d'origine le 2 mai 1884 et est utilisé comme adjudant du bataillon de fusiliers. Dans cette fonction, il est promu Premierleutnant le 23 février 1889. À partir du 1er octobre 1889, Moser est affecté à l'Académie de guerre prussienne pour y poursuivre sa formation pendant près de trois ans. Moser est ensuite affecté pour un an au Grand État-Major de Berlin, où il est promu capitaine le 14 septembre 1893, puis nommé commandant de compagnie dans le 119e régiment de grenadiers (de) le 1er avril 1894. Moser occupe ce poste jusqu'à sa mutation à l'état-major général le 12 septembre 1896, date à laquelle il est à nouveau affecté au Grand état-major général. Le 18 novembre 1897, il est nommé premier officier d'état-major à l'état-major général de la 27e division d'infanterie. En tant que major (depuis le 13 septembre 1899), il exerce ses fonctions du 22 juillet 1900 au 27 février 1902, puis jusqu'au 23 avril 1904, d'abord à l'état-major du 18e corps d'armée et du 13e corps d'armée. Moser commande ensuite le 1er bataillon du 120e régiment d'infanterie (de) jusqu'au 9 avril 1906. Il est ensuite brièvement affecté à l'état-major du 126e régiment d'infanterie, tout en étant promu lieutenant-colonel, et est transféré le 21 mai 1906 à l'académie de guerre en tant que professeur. Il y enseigne jusqu'au 18 novembre 1909, devient entre-temps colonel le 24 mars 1909 et, en tant que tel, chef de division au sein du grand état-major général.
Le 25 février 1908, le roi Guillaume II lui décerne la croix d'honneur de l'ordre de la Couronne de Wurtemberg. Cette distinction s'accompagne de l'anoblissement personnel .
Du 1er avril 1910 au 12 septembre 1912, Moser agit comme commandant du 121e régiment d'infanterie (de) et est ensuite mis à disposition par l'armée avec une promotion simultanée au grade de major général. Avec effet au 27 janvier 1913, il est nommé commandant de la 53e brigade d'infanterie (de) à Ulm. En 1914, le maréchal Erwin Rommel sert plus tard dans la brigade.

#### Première Guerre mondiale
Moser conserve ce commandement après le déclenchement de la Première Guerre mondiale et la mobilisation. Avec sa brigade, il est déployé sur le front de l'Ouest et est blessé à Romagne lors de la bataille de Varennes-Montfaucon. Après son séjour à l'hôpital, il est d'abord mis à disposition comme officier par l'armée et, après sa guérison, est nommé mai 1915 commandant de la 107e division d'infanterie en cours de formation. Avec cette division, il est ensuite engagé sur le front de l'Est et combat entre autres lors de la prise de Brest-Litovsk et dans la campagne contre la Serbie. Promu lieutenant-général le 18 août 1915, Moser quitte le commandement le 13 juin 1916 et est transféré sur le front occidental où il commande la 27e division d'infanterie. Le 12 mars 1917, il est nommé général commandant du 14e corps de réserve, avec lequel il s'illustre à la bataille d'Arras.
Pendant la bataille de Cambrai, Moser se lance dans la contre-attaque le 30 novembre 1917, de manière totalement inattendue pour les Britanniques, en tant que chef du groupe de corps d'Arras. Trois divisions nouvellement arrivées renforcent alors les troupes d'assaut. À Burlon, les formations de Moser subissent de lourdes pertes en affrontant huit divisions britanniques. En revanche, les groupes d'armée Caudry et Busigny regagnent rapidement le terrain perdu plus au sud. Moser est mis à disposition de l'armée en tant qu'officier le 8 février 1918 et mis à la retraite le 18 juillet 1918 en recevant le grade de commandeur de l'ordre du Mérite militaire.

### Période d'après-guerre
Après la guerre, Moser vit presque sans interruption sur le domaine de Ludwigshöhe à Isny, dont sa femme a hérité.
Dans les années qui précèdent sa mort, il publie une série d'ouvrages d'histoire militaire, comme il l'a déjà fait à l'époque où il est actif. L'Université de Tübingen honore son travail en lui décernant un doctorat honorifique le 31 juillet 1927. Les honoraires de son ouvrage Die Württemberger im Weltkrieg (Les Wurtembergeois dans la guerre mondiale) sont versés à une fondation qu'il créée et dont le siège se trouve à Isny et qui poursuit des objectifs sociaux.

### Famille
De son mariage avec Antonie Distel, conclu le 15 octobre 1883 à Stuttgart, sont nés trois enfants : Helene Hildegard (née en 1886), Otto (né en 1894) et Albert (né en 1899).

## Décorations militaires
- Croix de fer (1914) de 2e et 1re classe
- Ordre de l'Aigle rouge de 2e classe avec épées le 7 février 1916
- Pour le Mérite le 26 avril 1917
- Ordre du Mérite militaire bavarois de 2e classe avec étoile et épées le 24 mai 1917
- Commandant de 1re classe de l'ordre d'Albert avec épées
- Commandeur de 1re classe de l'ordre de la Couronne de Wurtemberg avec épées le 5 septembre 1916
- Grand-croix de l'ordre de Frédéric avec épées le 20 avril 1917
- Croix hanséatique de Hambourg le 7 avril 1916
- Médaille d'argent Imtiaz le 7 avril 1916
- Croissant de fer le 7 avril 1916
- Croix du Mérite militaire autrichien de 2e classe avec décoration de guerre le 4 mai 1916
- Ordre de la Couronne de fer de 2e classe avec décoration de guerre le 14 juillet 1917
- Grand-croix de l'ordre bulgare du Mérite militaire le 4 mai 1918

## Travaux
- (ohne Namensangabe) Reimereien eines Soldaten. Strecker & Moser, Stuttgart 1895.
- Kurzer strategischer Überblick über den Krieg 1870/71. Mittler-Verlag, Berlin 1896.
- Die Führung des Armeekorps im Feldkriege. Mittler-Verlag, Berlin 1913.
- Ausbildung und Führung des Bataillons, des Regiments und der Brigade. Gedanken und Vorschläge. Mittler-Verlag, Berlin 1914.
- Kampf- und Siegestage 1914: Feldzugsaufzeichnungen. Mittler-Verlag, Berlin 1915.
- Feldzugsaufzeichnungen 1914-1918 als Brigade-Divisionskommandeur und als Kommandierender General. Belser-Verlag, Stuttgart 1920.
- Kurzer strategischer Überblick über den Weltkrieg 1914-1918. Mittler & Sohn Verlag, Berlin 1921.
- Ernsthafte Plaudereien über den Weltkrieg. Eine kritische militär-politische Geschichte des Krieges für Fachleute und Nichtfachleute. Belser-Verlag, Stuttgart 1925.
- Das militärisch und politisch Wichtigste vom Weltkriege. Belser-Verlag, Stuttgart 1926.
- Vorkriegszeit, der Weltkrieg und der Zukunftskrieg. Sonderdruck aus der Zeitschrift „Deutscher Offizier-Bund“, 6. Jahrgang 1927, Nr. 12–14. Berlin 1927, Dob-Verlag GmbH.
- Die Württemberger im Weltkriege. Belser-Verlag, Stuttgart 1927.
- Der Weltkrieg und die akademische Jugend der Nachkriegszeit. Belser-Verlag, Stuttgart 1929.
- Die obersten Gewalten im Weltkrieg. Belser-Verlag, Stuttgart 1931.